# Jorwerdervaart
De Jorwerdervaart (Fries en officieel: Jorwerter Feart) is een vaart in de gemeente Leeuwarden in de Nederlandse provincie Friesland.
De ruim drie kilometer lange vaart begint bij de Jaanvaart aan de westzijde van Jorwerd en loopt in noordoostelijke richting naar de windmotor Jorwerd. Na de brug in de spoorlijn Leeuwarden - Stavoren is er verbinding met de in zuidoostelijke richting lopende Weidumervaart. De Jorwerdervaart loopt in noordelijke richting naar Beers en loopt vervolgens in oostelijke richting naar buurtschap It Wiel en sluit bij de brug in de Wielsterdyk/ Hegedyk aan op de Wielervaart, die in het oosten aansluit op de Zwette.
De vaart is door woekerende waterplanten onbevaarbaar geworden. De Jorwerdervaart is geen officiële vaarroute en hoeft volgens Wetterskip Fryslân daarom niet onderhouden te worden voor vaarrecreatie. In 2025 stemt Wetterskip Fryslân in met een proef van drie jaar waarbij de waterplanten worden gemaaid. 